# Aegomorphus satellinus
Aegomorphus satellinus es una especie de escarabajo longicornio del género Aegomorphus, tribu Acanthoderini, subfamilia Lamiinae. Fue descrita científicamente por Erichson en 1847.

## Descripción
Mide 20 milímetros de longitud.

## Distribución
Se distribuye por Bolivia, Brasil y Perú.